# Dominic Cooper
Dominic Cooper (Greenwich, Inglaterra, 2 de junio de 1978) es un actor británico. Ha trabajado en televisión, cine, teatro y radio en producciones como Mamma Mia! y The History Boys.

## Biografía

### Primeros años
Cooper nació en Greenwich (Londres). Es hijo de Julie Cooper, una maestra de enfermería. Asistió a la Thomas Tallis School (Escuela Thomas Tallis) y posteriormente a la LAMDA, de donde se graduó en 2000.

### Carrera

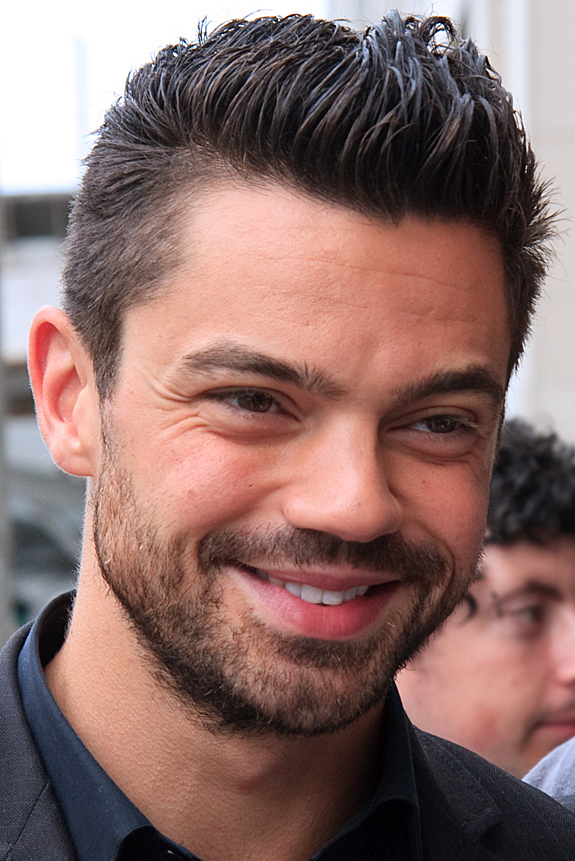
Cooper en el Festival Internacional de Cine de Toronto de 2009.

Cooper trabajó en televisión y en cine antes de realizar su debut teatral en la obra Mother Clap's Molly House en el Royal National Theatre en 2001. 
Cooper participó en la obra de BSC Alan Bennett The History Boys. También realizó giras con la producción a Broadway, Sídney, Wellington (Nueva Zelanda) y Hong Kong, además de aparecer en la adaptación radial y la adaptación cinematográfica. Cooper fue nominado a un premio Drama Desk Award en 2006 por su trabajo en esta obra. 
Cooper participó en la adaptación del Royal National Theatre de la trilogía La materia oscura, donde interpretó a Will Parry. También actuó en las series de televisión Down to Earth y Sense and Sensibility. También es conocido por su trabajo en la película Mamma Mia! donde interpretó a Sky.

## Filmografía

### Teatro
- Fedra (Royal National Theatre, 2009)
- The History Boys (Broadhurst Theatre, 2006)
- The History Boys (Sydney Theatre, 2006)
- The History Boys (St. James Theatre, Wellington, 2006)
- The History Boys (Lyric Theatre, Hong Kong, 2006)
- The History Boys (Royal National Theatre, 2004)
- La materia oscura Partes I y II (Royal National Theatre, 2003-2004)
- Call To Prayer (Royal Academy of Dramatic Art/Operating Theatre Company, 2003)
- Caryl Churchill Events (Royal Court Theatre, 2002)
- El sueño de una noche de verano (Royal Shakespeare Company, 2002)
- Mother Clap's Molly House (Royal National Theatre, 2001)

### Cine
- Mamma Mia! Here We Go Again (2018)
- On Chesil Beach (2017)
- Stratton (2017)[2]
- Warcraft (2016)
- The Lady in the Van (2015)
- Miss You Already (2015)
- Dracula Untold (2014)
- Need for Speed (2014)
- Reasonable Doubt (2014)
- Dead Man Down (2013)
- Summer in February (2013)
- Abraham Lincoln: cazador de vampiros (2012)
- My Week with Marilyn (2011)
- Capitán América: el primer vengador (2011)
- The Devil's Double (2011)
- Tamara Drewe (2010)
- Brief Interviews with Hideous Men (2009)
- An Education (2009)
- La duquesa (2008)
- Mamma Mia! (2008)
- The Escapist (2008)
- Starter for 10 (2006)
- The History Boys (2006)
- Breakfast on Pluto (2005)
- Boudica (2003)
- I'll Be There (2003)
- The Final Curtain (2002)
- Desde el infierno (2001)
- Anazapta (2001)

### Televisión
- My Lady Jane (2024, serie de televisión)[3]
- That Dirty Black Bag (2022, serie de TV)
- Spy City (2020, serie de TV)
- What if...? Howard Stark(2021, serie animada)
- Preacher (2016, serie de TV)
- Agent Carter (2015, serie de TV)
- Fleming: The Man Who Would Be Bond (2014, miniserie)
- God on Trial (2008, telefilme)
- Sense and Sensibility (2008, serie de TV)
- Down to Earth (2004, serie de TV, un episodio)
- The Gentleman Thief (2001, telefilme)
- The Infinite Worlds of H. G. Wells (2001, miniserie)

### Radio
- The History Boys (2006)
- The All-Colour Vegetarian Cookbook (2005)
- Charlotte's Web (2005)

## Premios
Premios del Sindicato de Actores
| Año  | Categoría     | Película     | Resultado |
| ---- | ------------- | ------------ | --------- |
| 2009 | Mejor reparto | An Education | Candidato |